# Łamana zamknięta
Łamana zamknięta – łamana, która jest jednocześnie krzywą zamkniętą. Suma odcinków {\displaystyle A_{i}A_{i+1},} gdzie {\displaystyle i=1,\dots ,N} i {\displaystyle A_{N+1}=A_{1}.} Szczególny przypadek grafu. Rozcina ona płaszczyznę na dwa obszary, których jest wspólnym brzegiem (twierdzenie Jordana-Dehna).